# Evert van Aelst

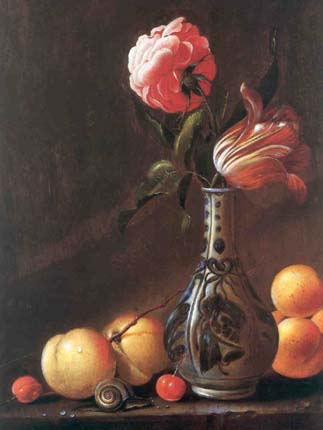
Evert van Aelst, Stillleben mit Früchten sowie einer Rose und einer Tulpe in einer Vase, 1988 bei Sotheby’s in Monaco

Evert van Aelst (* 1602 in Delft; † 19. Februar 1657 ebenda) war ein holländischer Stilllebenmaler des so genannten Goldenen Zeitalters. Er war der Onkel des Malers Willem van Aelst.

## Leben
Über den Stilllebenmaler Evert van Aelst ist nur wenig bekannt. Im Jahr 1602 wurde er möglicherweise als Sohn eines Anwalts namens Wilhelm van Aelst in Delft geboren. Laut Arnold Houbraken war er wahrscheinlich ein Nachfahre des flämischen Malers Pauwels Coecke van Aelst, der der Überlieferung durch Karel van Mander zufolge eine spezielle Ausbildung im Malen von glaeskens met bloemen erhalten hatte, was heute als Blumensträuße in Glasvasen oder Blumensträuße auf Glasfenstern gedeutet wird.
Der Werdegang und die Ausbildung von Evert van Aelst liegt völlig im Dunkeln, doch stehen seine Arbeiten stilistisch in der Nachfolge von Pieter Claesz (1597/98–1660); zeigen aber auch Einflüsse durch Balthasar van der Ast (1593/94–1657). Ab dem 15. Mai 1632 ist er als Mitglied der Lukasgilde von Delft eingeschrieben. Er war der Onkel und Lehrer des heute bekannteren Stilllebenmalers Willem van Aelst (1627–1683), sowie der Maler Jan Denysz., der wahrscheinlich mit dem Maler Jan Abrahamsz. Denyse (um 1625–1649) zu identifizieren ist, und Adam Pick (1621/22–1642). Nicht belegbar ist die bei Houbraken genannte Ausbildung des Malers Emanuel de Witte durch Evert van Aelst.

## Werk
Seine Werke gelten als sehr sorgfältig ausgeführt. Laut Houbraken war er ein ausgezeichneter Maler von allen Formen des Stilllebens. Besonders lobend hebt er Evert van Aelst' Darstellungen von Früchten, Harnischen, Sturmhauben und Metalle jeder Art hervor, die er so darzustellen verstand, als wären sie natürlich. Nach Gustav Friedrich Waagen malte er vor allem tote Vögel – seltener andere Tiere und Jagdgeräte – in sehr genauer Ausführung. Er bemängelt allerdings den etwas grauen und schweren Gesamtton, der auf seinen Arbeiten liegt.
Er signierte seine Bilder oft mit E. V. Aelst. Unbezeichnete Bilder sind in ihrer Zuschreibung oft problematisch. Eine Reihe von ihm ehemals zugeschriebenen Bildern gelten mittlerweile als Arbeiten seines Neffen Willem, so etwa das Stillleben mit Rebhuhn, Ente und Goldammer in der Berliner Gemäldegalerie (Inv.-Nr.: 921) oder das Bild Jagdbeute mit Rebhuhn und Gimpel aus dem Bestand der Dresdener Gemäldegalerie Alte Meister (Inv.-Nr. 1330; Kriegsverlust) das sogar von Willem van Aelst signiert ist. Mit Sicherheit lassen sich ihm nur ganz wenige Bilder zuweisen. In öffentlichem Besitz sind sie sehr selten. Hin und wieder taucht eines seiner wenigen erhaltenen Werke auf Auktionen oder im Kunsthandel auf.
Werke (Auswahl)
- Aachen, Suermondt-Ludwig-Museum

Früchtestillleben. 1642
- Blankenburg (Harz), Museum Kleines Schloß, Gemäldesammlung

Stillleben mit totem Geflügel.
- Sibiu, Brukenthal-Museum

Ruhe nach der Jagd.
- Verbleib unbekannt

Stillleben mit Römer und Früchten. um 1639 (signiert: E. V. aelst. a  ,1639; am 7. Juli 1976 auf der Auktion Sotheby’s in London; Lot: 16) • Stillleben mit Früchten. um 1641 (signiert: E.V.Aelst a. 164(1); zuletzt – nach 1988 – Galerie Edel in Köln) • Stillleben mit Früchten und Blumen. 1642 (signiert: E. V. aelst º a 1642; am 9. November 1998 auf der Auktion Christie’s in Amsterdam, Lot: 119) • Blumenstillleben. 1653 (signiert: E. V.  aelst. a °,1653; am 19. September 1978 auf der Auktion im Dorotheum in Wien; Lot: 2) • Stillleben mit Hummer, Wein Brot und Austern. (zugeschrieben; am 26. März 1952 auf der Auktion Sotheby’s in London als Werk von Gerard van Edema; Lot: 64) • Stillleben mit Früchten sowie einer Rose und einer Tulpe in einer Vase. (zugeschrieben; am 2. und 3. Dezember 1988 auf der Auktion Sotheby’s in Monaco; Lot: 793) • Blumenstillleben. (zugeschrieben; am 21. Mai 1992 auf der Auktion Fischer in Luzern; Lot: 2362) • Blumenstillleben. (signiert: E V Aelst; am 10. Mai 1994 auf der Auktion Sotheby’s in Amsterdam; Lot: 45)